# Присєкін Микола Сергійович
Микола Сергійович Присє́кін (нар. 10 листопада 1928, Часта Дубрава — пом. 24 травня 2008) — російський живописець; член Спілки художників СРСР з 1961 року. Підполковник.

## Біографія
Народився 10 листопада 1928 року в селі Частій Дубраві Липецького району Липецької області РРФСР (тепер Російська Федерація). Протягом 1942—1947 років навчався у Московському художньо-промисловому училищі імені М. І. Калініна. У 1950 році закінчив Вище педагогічне відділення при Московському художньо-промисловому училищі імені М. І. Калініна. Член КПРС з 1953 року.
З 1951 року працював в Студії військових художників імені М. Б. Грекова. Жив і працював в Москві. Помер 24 травня 2008 року.

## Творчість
Автор картин:
- «Помстимося, синку!» (1958);
- «Волочаєвський бій» (1963, Ангарська картинна галерея);
- «Останні з равеліну» (1965, Центральний музей Збройних Сил Російської Федерації),
- «Волочаєвські дні» (1966);
- «Бережіть мир!» (1967);
- «Балтійські атланти» (1968, Центральний музей Збройних Сил Російської Федерації);
- «Подвиг курсантів» (1969);
- «Мати солдата» (1980).

Брав участь у
- створенні діорам:
  - «Альпійський похід О. В. Суворова» (1952, Музей-заповідник О. В. Суворова в Кончанське-Суворовському Новгородської області, спільно з Ф. П. Усипенком, П. Т. Мальцевим, В. І. Переяславцем, А. І. Інтезаровим);
  - «Битва на Курській дузі» (1956, Курськ; спільно з П. І. Жигимонтом);
  - «Штурм Сапун-гори поблизу Севастополя» (1959, Севастополь; спільно з П. Т. Мальцевим, Г. І. Марченком);
  - «Форсування річки Великої в 1944 році» (1960, Псков; спільно з В. К. Дмитрієвським);
  - «Бій повітряного десанту під містом Вязьмою взимку 1942 року» (1971, Рязань, Музей військово-десантних військ в Рязані; спільно з П. Т. Мальцевим);
  - «Форсування Дніпра в районі Переяслава-Хмельницького. 1943 рік» (1974, Переяслав, Музей-діорама «Битва за Дніпро в районі Переяслава восени 1943»);
  - «Битва за Київ. 1943 рік» (1980, Нові Петрівці, Національний музей-заповідник «Битва за Київ у 1943 році»);
- відновленні панорами Франца Рубо «Бородинська битва» у Москві (1968).

Брав участь у художніх виставках з 1952 року.

## Відзнаки
Нагороджений:
- орденами «Знак Пошани» (1975), Червоної Зірки (1982);
- медалями:
  - золотою медаллю імені М. Б. Грекова (1968);
  - «За доблесну працю. В ознаменування 100-річчя від дня народження Володимира Ілліча Леніна»;
  - срібною медаллю Академії мистецтв СРСР (1980);
- Державна премія РРФСР імені Іллі Рєпіна (1973);

почесні звання СРСР
- Заслужений художник РСФСР з 1974 року;
- Заслужений діяч мистецтв Української РСР з 1980 року[1].